# Heikkilänsaari (ö i Norra Savolax)
Heikkilänsaari är en ö i Finland. Den ligger i sjön Tallusjärvi och i kommunen Tervo i den ekonomiska regionen  Inre Savolax ekonomiska region  och landskapet Norra Savolax, i den centrala delen av landet, 300 km norr om huvudstaden Helsingfors. Öns area är 8,4 hektar och dess största längd är 470 meter i nord-sydlig riktning.